# Studio Animal
Studio Animal (en coreano: 스튜디오 애니멀) es una productora de animación establecida el 23 de noviembre del 2000 en Corea del Sur. El nombre "Animal" de Studio Animal es una combinación de "ani" (animación) y "mal" (mall o Centro comercial). En agosto de 2010, se estableció una nueva empresa llamada Studio Beast para especializarse en financiación, distribución, desarrollo de productos, marketing y gestión de licencias para la mayoría de los proyectos realizados por Studio Animal.

## Historia
En 1995, el Centro Cultural Hankyoreh estableció 'Animal' como el primer club de anime independiente. En ese momento, era un estudio de doujin centrado en anime independiente. Cho Kyung-hoon y el director Koo Bong-hoe se unieron como miembros de la primera generación del grupo creativo 'Animal' del Centro Cultural Hankyoreh.

## Controversia
El 17 de diciembre de 2014, surgieron acusaciones de que el libro de arte del OVA "Ghost Messenger" contenía imágenes no autorizadas del videojuego japonés "Ōkami". En respuesta, Studio Animal afirmó que las imágenes se habían mezclado accidentalmente durante el proceso de referencia y ofreció una disculpa inmediata. Seis días después, el 23 de diciembre, el representante del estudio, Cho Kyung-hoon, y el director del proyecto, Gu Bong-hoe, reconocieron oficialmente el incidente a través de las redes sociales y prometieron prevenir futuros errores similares. 

## Trabajos
A lo largo de su historia, Studio Animal ha producido una variedad de obras en diferentes formatos y estilos, ganándose reconocimiento por su profesionalismo y excelencia en la industria de la animación. Su objetivo es seguir creciendo y conectando con más audiencias a través de obras atractivas y de alta calidad. Recientemente, han presentado proyectos como “Welcome to Jungle School” y “Magical Pang”.
| Año  | Título | Categoría | Eps. | Lanzamiento | Observación(es) |
| ---- | --- | --- | --- | --- | --- |
| 2001 | Revenge impossible 2 (리벤지 임파서블 2) | Cortometraje | 1. 4m 50s | — | Corto de animación no comercial producido en los inicios de Studio Animal. Esta es una parodia nostálgica del juego "American McGee's Alice" y otras obras. |
| 2001 | Jowazodi (조와조디) | Serie de televisión | 12 | — | — |
| 2001 | Matoda (마토다~!!) | Serie de televisión | 6 | — | — |
| 2001 | Doha's Dream (도하의 꿈) | — | — | — | Esta película fue un encargo de una organización de defensa de los derechos de la mujer. Se dice que fue la película que les inspiró para crear animación realista en Flash, y significa mucho para ellos. Muchos espectadores lloraron durante la proyección. |
| 2001 | Gomtaengi Chunbo (곰탱이 춘보) | — | — | — | Creación propia de Studio Animal. Se trata de una parodia de la obra de Tororo. |
| 2001 | Pijachikeu CF, RI Series Sangyeong, Magdalida (막달리다), Chain Reaction (체인 리액션) | | | | |
| 2002 | Game Cheonnyeon Intro (게임 천년 인트로), Gomtaeng-i Chunbo 2hwa (곰탱이 춘보 2화), Joeunimiji Animal Flash Animation PDF Service Contract (조은이미지 애니멀 플래시 애니메이션 PDF 서비스 계약), MI Planning/Production (MI 기획/제작) | Game Cheonnyeon Intro (게임 천년 인트로), Gomtaeng-i Chunbo 2hwa (곰탱이 춘보 2화), Joeunimiji Animal Flash Animation PDF Service Contract (조은이미지 애니멀 플래시 애니메이션 PDF 서비스 계약), MI Planning/Production (MI 기획/제작) | Game Cheonnyeon Intro (게임 천년 인트로), Gomtaeng-i Chunbo 2hwa (곰탱이 춘보 2화), Joeunimiji Animal Flash Animation PDF Service Contract (조은이미지 애니멀 플래시 애니메이션 PDF 서비스 계약), MI Planning/Production (MI 기획/제작) | Game Cheonnyeon Intro (게임 천년 인트로), Gomtaeng-i Chunbo 2hwa (곰탱이 춘보 2화), Joeunimiji Animal Flash Animation PDF Service Contract (조은이미지 애니멀 플래시 애니메이션 PDF 서비스 계약), MI Planning/Production (MI 기획/제작) | Game Cheonnyeon Intro (게임 천년 인트로), Gomtaeng-i Chunbo 2hwa (곰탱이 춘보 2화), Joeunimiji Animal Flash Animation PDF Service Contract (조은이미지 애니멀 플래시 애니메이션 PDF 서비스 계약), MI Planning/Production (MI 기획/제작)                        |
| 2003 | Medical Island (메디컬 아일랜드) | Animación Flash | 18 | — | Episodes 1-8 were released in 2003, and episodes 9-18 were released in 2005. |
| 2003 | Escuela Secundaria de Defensa de la Tierra (지구방위고등학교) [cancelado] | — | — | — | Trabajó en un gran proyecto como reclutar una banda, grabar música, capturar movimiento y planificar un solo álbum, pero al final, se suspendió debido a la falta de dinero para la producción y problemas internos.                                           |
| ...  | | | | | |

## Producciones (mal formato)
| Año  | Título (romanizado y original en cursiva) |
| ---- | --- |
| 2001 | Revenge Impossible 2 (리벤지 임파서블 2), Jowazodi (조와조디), Matoda~!! (마토다~!!), Doha-ui Kkum (도하의 꿈), Gomtaeng-i Chunbo (곰탱이 춘보), Pijachikeu CF, RI Series Sangyeong, Magdalida (막달리다), Chain Reaction (체인 리액션) |
| 2002 | Game Cheonnyeon Intro (게임 천년 인트로), Gomtaeng-i Chunbo 2hwa (곰탱이 춘보 2화), Joeunimiji Animal Flash Animation PDF Service Contract (조은이미지 애니멀 플래시 애니메이션 PDF 서비스 계약), MI Planning/Production (MI 기획/제작) |
| 2003 | Medical Island (메디컬 아일랜드), Pilsal! Yakmeogigi Mobile Game SKT Launching (필살! 약먹이기 모바일 게임 SKT론칭), Sseuregi-ui Jewang (쓰레기의 제왕), Jigubangwigodeunghakgyo Single Album Planning (지구방위고등학교 싱글음반 기획) |
| 2004 | Medical Island: Pilsal! Yakmeogigi Mobile Game KTF Launching (메디컬 아일랜드: 필살! 약먹이기 모바일 게임 KTF 론칭), Eoljjangdaissgun Mobile Game SKT/KTF/LGT Launching (얼짱다있군 모바일 게임 SKT/KTF/LGT 론칭), Gunjoo TV Animation Series Planning (군주 TV 애니메이션 시리즈 기획) |
| 2005 | BOTTO Promotion Animation (BOTTO 프로모션 애니메이션), Sticks Promotion Animation (스틱스 프로모션 애니메이션), Romance Sword Promotion Animation (로맨스 스워드 프로모션 애니메이션), Clover Square Promotion Animation (클로버 스퀘어 프로모션 애니메이션) |
| 2006 | Gunjoo Game PV (군주 게임 PV), Talesweaver Game Video (테일즈위버 게임 영상), Time and Tales Game Video (타임앤테일즈 게임 영상), Gunjoo Battle Game CF (군주배틀 게임 CF), Gem Fighter Game Video (젬파이터 게임 영상), Cheonnyeon Yeo Woo-bi Original Work Participation (천년여우 여우비 원화 파트 참여), ZUMP Flash Game (ZUMP 플래시 게임) |
| 2007 | Online Game Addiction Prevention Animation (온라인게임 중독 예방 애니메이션), Walk to the Sky, Chops Online Game Video (찹스 온라인 게임 동영상), M-Toy Development (M-Toy 개발), Pungnimhwaksan Game Video (풍림화산 게임 영상), Nappeun Eorinipyo Promotion Animation (나쁜 어린이표 홍보 애니메이션), Nanum Lotto Advertisement Animation (나눔로또 광고 애니메이션), Ghost Messenger 1st PV (고스트메신저 1차 PV), Meta Jet Character Concept Design Development (메타제트 캐릭터 컨셉 디자인 개발) |
| 2008 | Tartaros Online Game Video (타르타로스 온라인 게임 영상), Britney Spears Break The Ice Music Video (브리트니 스피어스 Break The Ice 뮤직비디오), Our Home Three Sisters Collaboration Participation (우리집세자매 합작 참여), Da Vinci Food Learning Comic Vol. 1, 2 (다빈치푸드 학습만화 1, 2권) |
| 2009 | Our Home Three Sisters Airing (우리집 세자매 방영), Rolling Stars Production Participation (롤링스타즈 제작 참여) |
| 2010 | Magic Hanja: Block the Resurrection of the Great Demon King Production Participation (마법천자문-대마왕의 부활을 막아라 제작 참여), Ghost Messenger SBS Creative Animation Award Winner and OVA 1st Episode Released (고스트메신저 SBS 창작 애니메이션 대상 수상 및 OVA 1화 발매), Distribution Specialist Subsidiary Studio Beast Established (유통 전문 자회사 스튜디오 비스트 설립) |
| 2021 | Welcome to Jungle School Airing (웰컴투 정글스쿨 방영) |
| 2024 | Magical Pang Airing (매지컬 팡 방영) |